# محمدرضا مهدوی (بازیکن فوتبال، زاده ۱۳۵۹)
محمدرضا مهدوی (زاده ۲۷ دی ۱۳۵۹) بازیکن بازنشسته فوتبال اهل ایران می‌باشد.
او فوتبال خود را از تیم سپیدرود رشت آغاز کرد در ادامه به داماش گیلان منتقل شد و سپس فوتبالش را در تیم‌های داماش گیلان و استیل آذین و استقلال خوزستان پیگیری کرد.

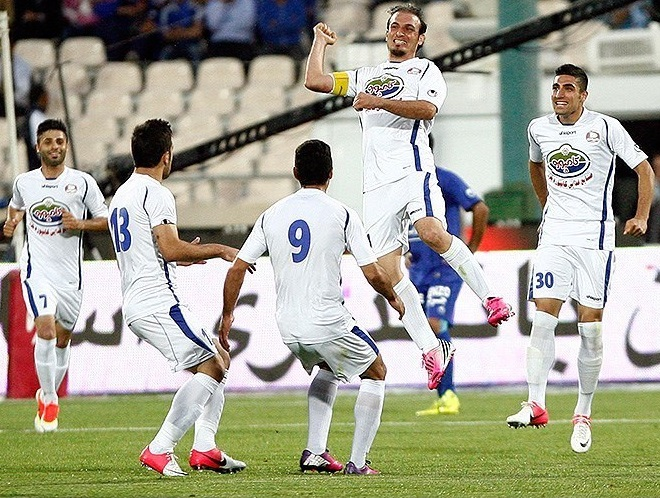
محمدرضا مهدوی کاپیتان داماش گیلان پس از گلزنی به استقلال تهران در ورزشگاه آزادی

## افتخارات
- جام حذفی
- نایب قهرمانی در جام حذفی ۸۷-۸۶ به همراه تیم پگاه گیلان (داماش)